# Testament
Testament (estilizado TestAmenT) es una banda estadounidense de thrash metal de Berkeley, California. Hasta la fecha han publicado doce álbumes de estudio, cuatro álbumes en vivo y seis álbumes recopilatorios, tiene tres discos que entraron en el top-50 en las listas inglesas y en 1999 con el disco The Gathering entró en el top-50 alemán. Tras casi una década sin lanzar un álbum de estudio desde entonces, encadenaron cuatro entre 2008 y 2020 que accedieron todos ellos al top 100 del Billboard 200 (alcanzando Dark Roots of Earth la mejor posición, un 12.º puesto). Junto con el Big Four, el Big Four alemán, Exodus, Overkill y Death Angel, Testament es considerada una de las bandas más relevantes e influyentes de la historia del thrash metal, siendo la explicación más común para no estar incluida entre los primeros mencionados el hecho de que su álbum debut fuera algo tardío (1987) comparado con el de las otras cuatro bandas (1983-1985).

## Historia

### Primera década
Testament se formó en San Francisco, Estados Unidos en 1982 por el guitarrista Eric Peterson y su primo, también guitarrista, Derrick Ramírez; aunque con el nombre inicial de Legacy. A continuación se unieron al grupo el bajista Greg Christian, el baterista Mike Ronchette y el cantante Steve Souza. 
Ramírez fue reemplazado también por el joven guitarrista Alex Skolnick, que había estudiado con el guitarrista Joe Satriani del Bay Area, con esta formación lanzaron su primer demo en 1985 con cuatro canciones.
Después de la grabación el baterista, Ronchette, dejó la formación y fue reemplazado por Louie Clemente. La banda buscaba llamar la atención de alguna casa discográfica, pero recibieron un severo golpe cuando Souza repentinamente se marchó para unirse a Exodus; siendo sustituido por Chuck Billy. Con esta formación grabaron su primer álbum, pero la banda fue obligada a cambiar su nombre debido a que "The Legacy" ya era una marca registrada de una banda de jazz.
Su primer álbum, The Legacy, fue lanzado en 1987 por Megaforce Records. Es un disco conciso y técnico que les lanzó a la fama y a los más importantes círculos de thrash empezando a ser comparados con los pioneros del Bay Area, Metallica. El disco fue aclamado inmediatamente como un clásico con sus riffs furiosos y sensibilidad armónica. Rápidamente consiguieron la fama y el éxito con un tour por América y Europa, con Anthrax, Slaugther y Satan, donde se grabaría el Live at Eindhoven.
Su segundo trabajo fue lanzado en 1988, The New Order, y que mantiene la misma línea que el anterior álbum. Volvieron a salir de gira y a la vuelta grabaron Practice What You Preach en 1989, el cual sería el más popular de la banda y que supondría un éxito que nunca igualarían gracias a un masivo logro que los vio expandir sus alcances melódicos sin perder nada de poder y agresión. Después se fueron de gira un año completo, e incluso por un largo período fueron cabeza de cartel en el que también estaban respetadas bandas como Savatage, Dokken y Wrathchild por Estados Unidos.
Se les ofreció la posibilidad de actuar junto a Judas Priest en el tour del Painkiller junto con Megadeth, Gamma Ray, ZZ Top y Loudness, pero en 1990 sale Souls of Black disco formado por una colección de temas que provenían de demos e ideas inacabadas y que tuvo ventas respetables pero críticas desiguales. Pese a todo obtuvieron un puesto en el tour Clash Of The Titans, el ápice del movimiento thrash metal de los 80, junto a Slayer, Megadeth, y Anthrax y se lanzó otro videoclip, Souls of Black. Luego grabaron el álbum The Ritual, más heavy metal que los anteriores pero manteniendo las raíces thrash.

### Cambios de formación

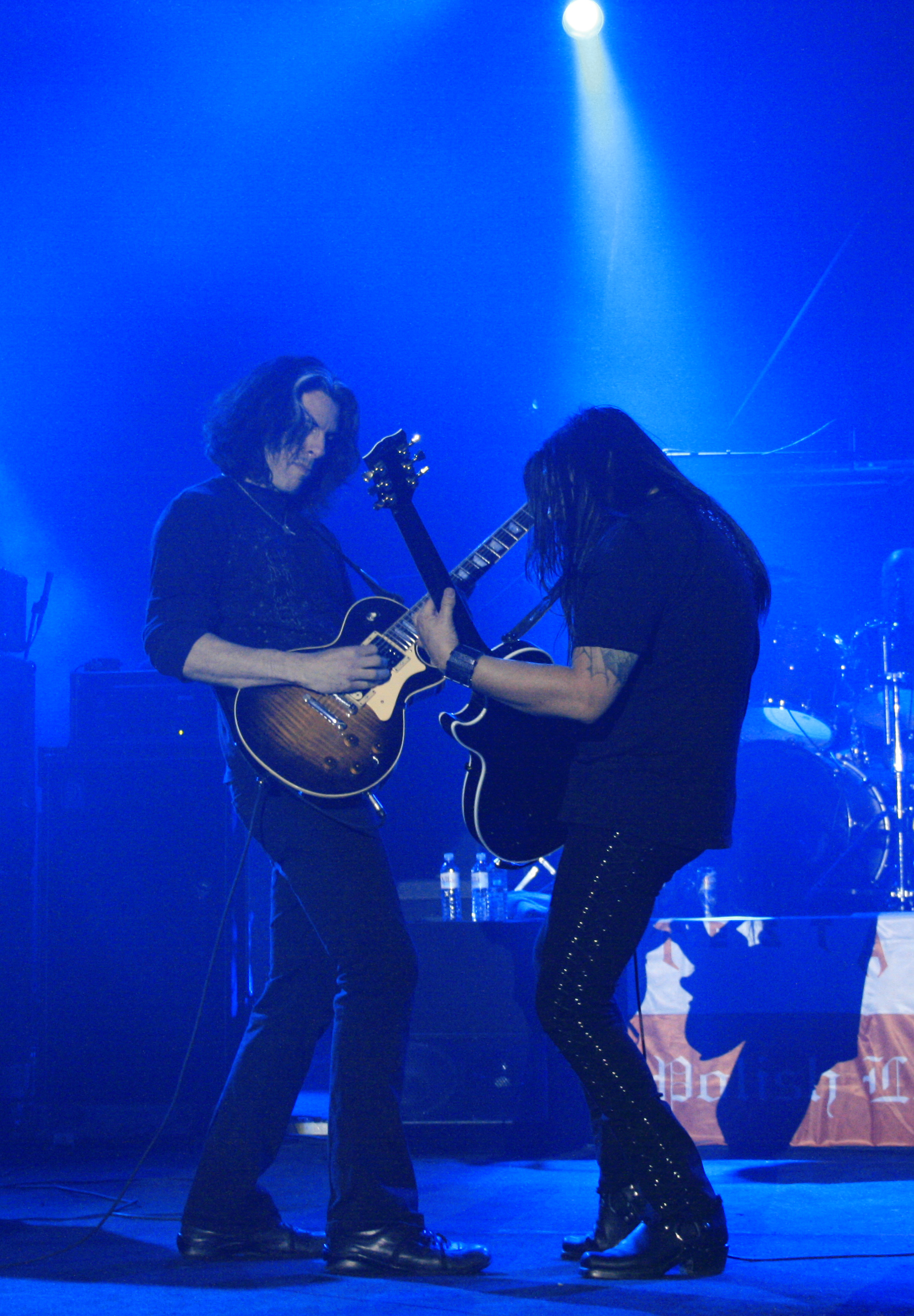
Alex Skolnick y Eric Peterson.

El guitarrista Skolnick, hacía mucho tiempo se había quejado de las limitaciones creativas impuestas por el estilo de la banda, fue la primera baja, marchándose para unirse a Savatage. Fue sustituido por Glen Alvelais (ex Forbidden) para la posterior gira, la cual también vio el despido del baterista Clemente a mitad de esta, sustituido por otro ex Forbidden, Paul Bostaph, en el año 1993.
Con esta formación se crea el EP, Return to the Apocalyptic City pero poco después Alvelais se va de la banda y Bostaph se une a Slayer. En 1994 sacan a la luz el álbum Low el cual sería su último trabajo con Atlantic, este disco marcaría un cambio en el sonido de la banda caracterizándose por riffs más pesados muy cercanos al estilo groove metal que era el predominante por esa época, en el cuentan con el viajante James Murphy (Death, Obituary, Cancer, etc.) en la guitarra y John Tempesta de Exodus en la batería. poco después de la grabación Tempesta se marcha para unirse a White Zombie. Su sustituto fue el baterista Jon Dette (ex Evil Dead) que solamente duró el tiempo suficiente para actuar en la siguiente gira (94-95) antes de marcharse para unirse a Slayer. Después de esa misma gira Greg Christian y James Murphy también se van del grupo.
Testament persistió, creando su propio sello Burnt Offerings lanzando en 1995, Live at the Fillmore en 1997 volverían al estudio esta vez contando con el baterista Gene Hoglan (Dark Angel, Death) y el regreso del miembro fundador Derrick Ramírez, ahora sustituyendo al antiguo bajista Greg Christian con esta formación lanzarían el álbum Demonic, que es un álbum de thrash metal con toques death metal. Hoglan dejó la banda justo antes del comienzo de la gira para unirse a Strapping Young Lad y para esta gira vuelve Jon Dette.
Mientras su antigua casa, Atlantic Records, estaba ocupada con el lanzamiento de la colección de éxitos, Signs Of Chaos, Testament avanzaba en otro lanzamiento independiente, que vio a los habituales Billy y Peterson ser apoyados por grandes nombres en la escena como el bajista Steve DiGiorgio, el regreso del guitarrista James Murphy, y el imponente talento del baterista original de Slayer, Dave Lombardo. "The Gathering" vio la luz en junio de 1999 y recibió muy buenas críticas por parte de la prensa especializada, era un álbum que combinaba death metal, glam metal y thrash metal.
Poco después del lanzamiento de The Gathering, el guitarrista James Murphy fue diagnosticado con un tumor cerebral. A través de diversos eventos para recaudar fondos, Murphy fue capaz de pagar la cirugía y, finalmente, se recuperó por completo. En 2001, a Chuck Billy también le diagnosticaron un tipo de cáncer llamado seminoma células germinales. Este tipo de cáncer es una rara forma de cáncer testicular, pero solo afectó a los pulmones y el corazón de Billy. Su cáncer también fue tratado con éxito. En agosto de 2001 los amigos de Billy organizan el "Thrash Of The Titans", un concierto benéfico en el que participaron bandas como Vio-Lence, Kix, Exodus, Anthrax, S.O.D. y Atheist entre otros. Este concierto sirvió también como reunión de la banda original, Legacy ya que volvieron Steve Souza como cantante, Greg Christian como bajo y Alex Skolnick como guitarrista. De esta reunión surge un nuevo trabajo, First Strike Still Deadly. Un álbum recopilatorio con varios temas de sus dos primeros álbumes (regrabaciones con la tecnología de estudio moderno).

### Recuperación de Billy yThe Formation of Damnation

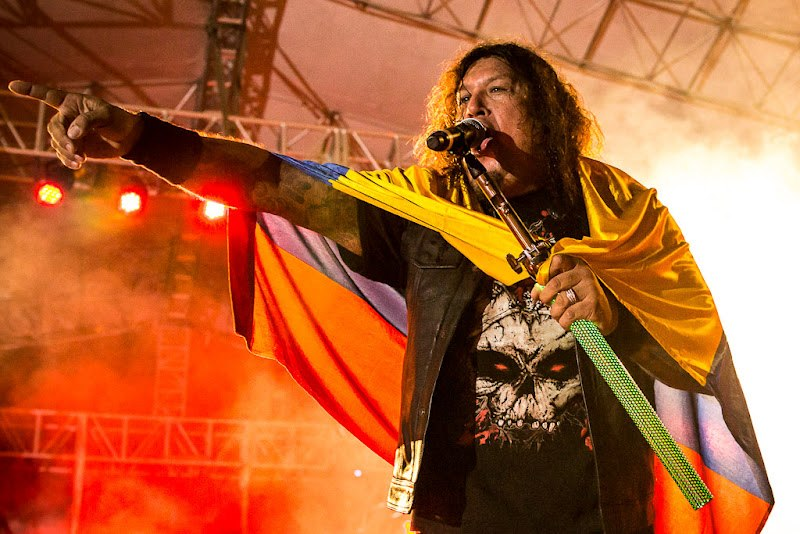
Chuck billy, Manizales Grita Rock 2012

En el 2003 Chuck Billy estaba totalmente recuperado y a la banda se unió un nuevo baterista, John Allen de Sadus. En 2004 el quinteto vuelve a cambiar para los festivales del verano y John Allen es sustituido por Paul Bostaph que retornaba así a la formación después de una década. También Steve Smyth se va de la formación para unirse a Nevermore y es reemplazado por el exguitarrista de Halford, Mike Chlasciak. Poco tiempo después Peterson se rompe una pierna bajando unas escaleras y es sustituido por el recién salido de la banda Steve Smyth.
En mayo de 2005 se anunció que Testament haría una gira por Europa con sus componentes originales que se llamaría "10 Days in May Tour" en el que se grabaría el DVD Live in London. Después del éxito creado se anunciaron nuevos conciertos en Europa, Estados Unidos y Japón con la composición original a la vez que Skolnick hacía una gira también por la costa este con la orquesta Trans-Siberiana.
En mayo de 2006 Testament tocó por primera vez en Oriente Medio, concretamente en el festival Dubai Desert Rock, igual que también lo hicieron Iron Maiden, Satan, Cannibal Corpse, Ratt, Megadeth y otras bandas.
En julio de 2007 la banda participó en el show Jaxx Nightclub en Springfield, con Paul Bostaph en la batería anunciando poco después que retornaba al grupo y que grabaría con ellos el nuevo álbum. En este show tocaron una nueva canción, "The Afterlife", que también tocarían más adelante.
En febrero de 2008, la banda lanzó la canción "More Than Meets the Eye" de su nuevo álbum en su página de MySpace. Testament, dio a conocer su nuevo álbum, titulado The Formation of Damnation, el 29 de abril de 2008 bajo el sello Nuclear Blast Records. Su primer álbum de estudio después de nueve años, el primero con Skolnick desde "The Ritual" 1992 y el primero con Christian desde Low 1994. Esto confirmó los comentarios que realizó Eric Peterson en el "Live In London 2005" sobre que Skolnick había estado escribiendo canciones para el nuevo álbum.

### Dark Roots of Earth - Brotherhood of the Snake(2011-presente)

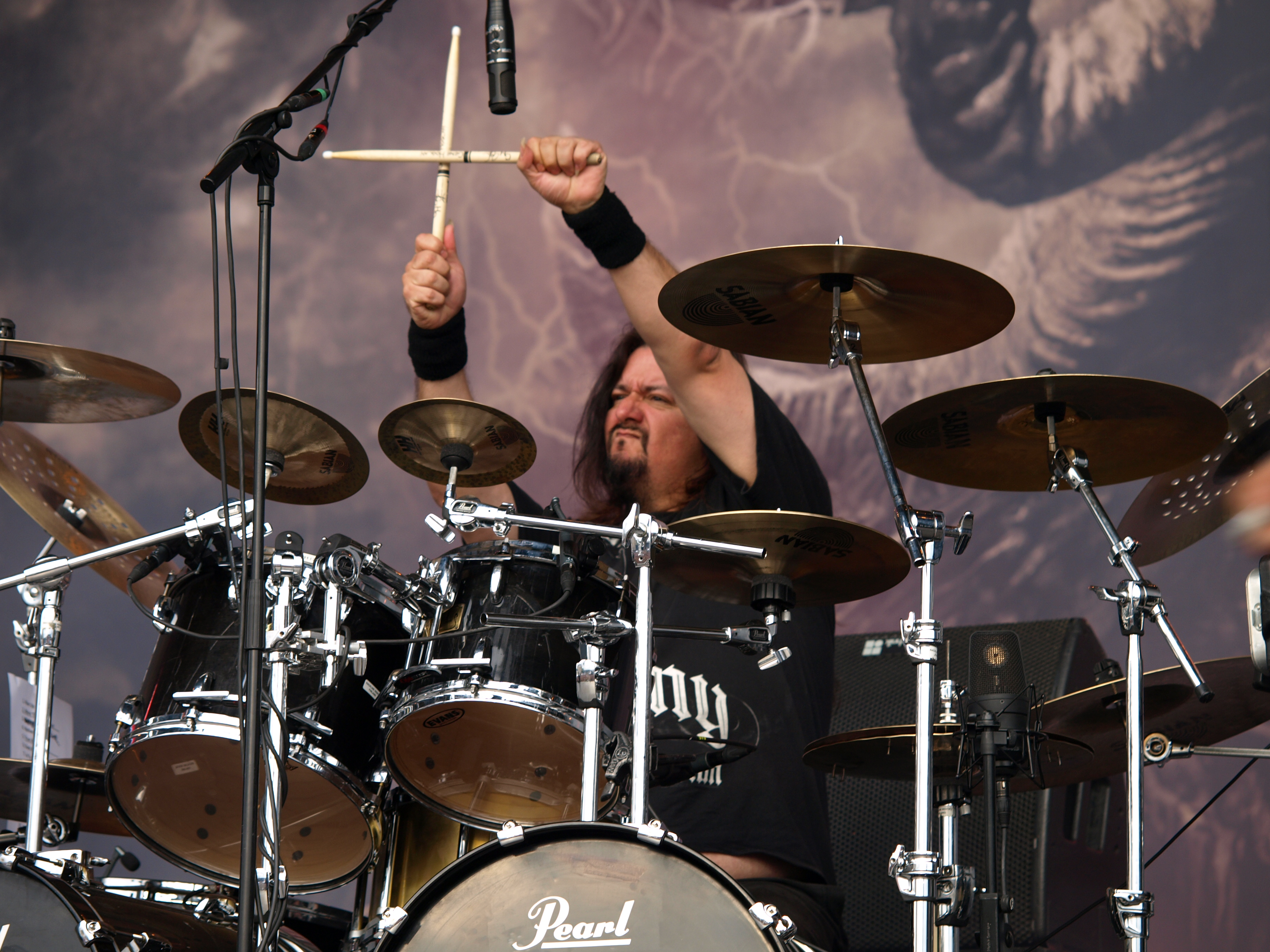
Gene Hoglan

Testament comenzó a grabar su nuevo álbum el 20 de junio de 2011. Paul Bostaph no podía grabar el álbum debido a una lesión, siendo reemplazado por Gene Hoglan quien había grabado anteriormente en el álbum Demonic en 1997. Se esperaba que Paul Bostaph regresara para el tour de promoción del álbum pero en diciembre de 2011 la banda anuncio la salida definitiva del baterista. El 27 de julio de 2012 fue lanzado el décimo álbum de estudio de la banda llamado Dark Roots of Earth, Debutando en el puesto 12 del Billboard 200, Posteriormente saldrían de Gira con Anthrax y contando con la participación de Atheist.
Una semana antes del lanzamiento del Dark Roots of Earth Chuck Billy prometió que Testament no tendría "enormes brechas" entre los álbumes, Gene Hoglan también ha dicho que le gustaría formar parte de la redacción del próximo álbum de Testament, "Hacer un álbum que destruya todo". El 13 de septiembre de 2013, Billy dijo a Rock Overdose que, de enero a abril de 2014, Testament iniciará la escritura y la grabación de su undécimo álbum de estudio para ser lanzado ese mismo año.
A principio de 2013 Testament anuncia un nuevo DVD el cual sería grabado en el Paramount de Huntington New York, recibiendo el nombre de "Dark Roots Of Thrash" el cual fue lanzado a mediados del mes de octubre de 2013.
El 13 de enero de 2014, Testament anunció en su página oficial la salida del bajista Greg Christian, y que su lugar sería ocupado por Steve DiGiorgio quien ya había sido parte de la banda.
El 28 de octubre de 2016 se publica The Brotherhood of the Snake, su undécimo álbum de estudio.

## Miembros

### Miembros actuales
Testament ha tenido a lo largo de los años numerosos cambios en su formación, siendo Eric Peterson y Chuck Billy los únicos que han sido constantes en el grupo.
- Eric Peterson: guitarra rítmica, coros (1983-presente)
- Chuck Billy: voz (1986-presente)
- Alex Skolnick: guitarra solista, coros (1983-1993, 2001, 2005-presente)
- Steve DiGiorgio: Bajo eléctrico, coros (1998-2004, 2014-presente)
- Chris Dovas: Batería, (2023 - presente)

### Exmiembros
Voz
- Derrick Ramírez (1983)
- Steve Souza (1983-1986)

Guitarra
- Glen Alvelais (1993, 1997-1998)
- James Murphy (1994-1996, 1998-2000)
- Steve Smyth (2000-2004)
- Mike Chlasciak (2002, 2004-2005)

Bajo
- Derrick Ramírez (1997)
- Greg Christian (1983-1996, 2004-2014)

Batería
- Mike "The Rottweiler" Ronchette (1983)
- Louie Clemente (1983-1993, 2005)
- Paul Bostaph (1993, 2007-2011)
- John Tempesta (1993-1994, 2001, 2005, 2011)
- Jon Dette (1994-1995, 1997-1998, 1999)
- Chris Kontos (1995-1996)
- Jon Allen (1999-2004, 2007, 2011)
- Nick Barker (2006-2007)
- Gene Hoglan (1997, 2011-2022)
- Dave Lombardo (1998-1999, 2022-2023)

Apoyo
- Steve Jacobs: batería (1997, 1999)
- Asgeir Mickelson: batería (2003)
- Glen Drover: guitarra (2008, 2010)
- Mark Hernández: batería (2012)

## Discografía

### Demos
- Demo 1 (1985)

### Álbumes de estudio
- The Legacy (1987)
- The New Order (1988)
- Practice What You Preach (1989)
- Souls of Black (1990)
- The Ritual (1992)
- Low (1994)
- Demonic (1997)
- The Gathering (1999)
- The Formation of Damnation (2008)
- Dark Roots of Earth (2012)
- The Brotherhood of the Snake (2016)
- Titans of Creation (2020)

### Álbumes en vivo
- Live at Eindhoven (1987)
- Return to the Apocalyptic City (1993) (incluye canción bonus en estudio)
- Live at the Fillmore (1995) (incluye 3 canciones bonus de estudio)
- Live in London (2005)

- Dark Roots Of Thrash (2013)

### Recopilatorios
- The Best of Testament (1996)
- Signs of Chaos (1997)
- The Very Best of Testament (2001)
- Days of Darkness (2001)
- First Strike Still Deadly (2001)
- The Spitfire Collection (2007)

### DVD
- Seen Between the Lines (1991)
- Live in London (álbum de Testament) (2005)
- Dark Roots of Thrash (2013)